# Querubín Moreno
Querubín Moreno (José Querubín Moreno Moreno; * 29. Dezember 1959) ist ein ehemaliger kolumbianischer Geher, der zwei Medaillen bei Panamerikanischen Spielen gewinnen konnte.
Bei den Panamerikanischen Spielen 1983 gewann Moreno im 50-km-Gehen die Bronzemedaille hinter den beiden Mexikanern Raúl González und Martín Bermúdez. Im Jahr darauf startete Moreno Olympischen Spielen 1984 auf beiden Distanzen, er belegte über 20 Kilometer den neunten Platz, über 50 Kilometer gab er auf. Im August 1987 gewann Moreno erneut eine Bronzemedaille bei den Panamerikanischen Spielen über 20 Kilometer kam er hinter dem Mexikaner Carlos Mercenario und dem US-Amerikaner Tim Lewis ins Ziel. Nur kurze Zeit später belegte Moreno bei den Weltmeisterschaften in Rom den achten Platz.
Nachdem Moreno bei den Olympischen Spielen 1988 über 20 Kilometer aufgab, gewann er im Jahr darauf seine erste Medaille bei Südamerikameisterschaften, als er hinter dem Brasilianer Sérgio Galdino und seinem Bruder Héctor Moreno die Bronzemedaille über 20 Kilometer erhielt. 1991 hinter Sérgio Galdino und 1993 hinter Jefferson Pérez aus Ecuador gewann Querubín Moreno jeweils die Silbermedaille. 1995 in Manaus fand statt des 20-Kilometer-Straßengehens erstmals ein 20.000-Meter-Bahngehen statt. Querubín Moreno gewann seinen einzigen Südamerikameistertitel vor Héctor Moreno.
Querubín Moreno ist 1,62 m groß und wog in seiner aktiven Zeit 54 kg. Seine Bestzeit über 20 km von 1:20:19 h ging er 1987, über 50 km erreichte er 1986 eine Zeit von 4:22:24 h.